# L'Épée gasconne
Série
Les Aventures des trois mousquetaires
(1957) Le imprese di una spada leggendaria
(1958)
Pour plus de détails, voir Fiche technique et Distribution.
L'Épée gasconne (La spada imbattibile)  est un film de cape et d'épée italien réalisé par Hugo Fregonese, et sorti en 1957. C'est une adaptation des Trois Mousquetaires d'Alexandre Dumas paru en 1844.
C'est le troisième d'une série de huit films sortis entre 1954 et 1960. Il s'agit d'un montage sorti au cinéma issu d'épisodes du feuilleton italien Les Trois Mousquetaires (I tre moschettieri, 1956), série de 24 épisodes de 30 minutes.

## Fiche technique
- Titre français : L'Épée gasconne[1]
- Titre original italien : La spada imbattibile[2]
- Réalisation : Hugo Fregonese
- Scénario : Mark Dreck d'après le roman d'Alexandre Dumas
- Photographie : Pier Ludovico Pavoni
- Montage : Giancarlo Cappelli (it), Edmondo Lozzi
- Musique : Mario Nascimbene
- Décors : Elso Valentini
- Costumes : Safas
- Production : Golfiero Colonna
- Société de production : Thetis Film
- Pays de production :  Italie
- Langue originale : italien
- Format : Couleur - 1,85:1 - Son mono - 35 mm
- Genre : Film de cape et d'épée
- Durée : 83 minutes
- Dates de sortie :
  - Italie : août 1957
  - France : 22 janvier 965 (Alsace)

## Distribution
- Jeffrey Stone (en) : D'Artagnan
- Paul Campbell (en) : Aramis
- Sebastian Cabot : Porthos
- Domenico Modugno : Athos
- Dawn Addams : Milady
- Doris Wiss : Reine Anne
- Irène Papas
- Marina Berti : Jacqueline Planchet
- Paul Müller : Capitaine de Tréville
- Tamara Lees : Comtesse Margot Le Brun
- Paola Borboni : Marie, reine de France
- Carlo Rizzo : Louis XIII
- Enzo Fiermonte : Prince de Condé

## La série de huit films
- 1954 : D'Artagnan, chevalier de la reine (I cavalieri della regina) de Mauro Bolognini et Joseph Lerner
- 1957 : Les Aventures des trois mousquetaires (Le avventure dei tre moschettieri) de Joseph Lerner
- 1957 : L'Épée gasconne (La spade imbattibile) d'Hugo Fregonese
- 1958 : Le imprese di una spada leggendaria de Nathan Juran et Frank McDonald
- 1958 : Gli sparvieri del re de Joseph Lerner
- 1959 : Mantelli e spade insanguinate de Nathan Juran et Frank McDonald
- 1960 : Le quattro spade de Nathan Juran et Frank McDonald
- 1960 : Criniere e mantelli al vento de Joseph Lerner